# Teatern (område)
Teatern är ett delområde i stadsdelen Västra Innerstaden i Malmö, inkluderande Malmö Operas byggnad (f.d. Malmö stadsteater), Malmö IP, Atea-huset samt fyra hyresfastigheter (kvarteret Haga) väster om operahuset.
Under 2020-21 byggs ett omtvistat femte 23 m högt punkthus mitt på innergården mellan de fyra hyresfastigheterna i kvarteret Haga som del av stadens förtätningspolicy. Fastigheten kommer att inrymma 20 nya hyreslägenheter från 50 till 150 kvm. Den nya byggnaden kommer att skugga delar av innergården under månaderna mars-juni, främst under förmiddagen, samt vissa av de befintliga husen under delar av dygnet och året. Eftersom byggnaden byggs på tvären till de på 1960-talet planerade siktlinjerna, kommer den att skymma vissa vyer för boende inom kvarteret, för boende norr om Östra Rönneholmsvägen samt för boende väster om Carl Gustafs väg.
Teatern angörs (2020) i norr av linje 1 med två hållplatser (Malmö Opera och Carl Gustafs väg). Linje 141 löper utmed områdets hela östra gräns men saknar hållplatser inom Teatern; hållplats Malmö Opera angörs endast i norrgående riktning och själva busskuren är placerad i delområdet Davidshall. Ringlinje 3 vidrör visserligen Teaterns sydligaste hörn men saknar hållplats i närheten (närmaste hållplats är Tandvårdshögskolan, ca 300 m sydöst). Ingen busstrafik i väst utmed Carl Gustafs väg.